# Fri förfoganderätt
Fri förfoganderätt är ett juridiskt begrepp som innebär att egendom som vid dödsfall tillfaller någon ger denne rätt att på alla sätt förfoga över egendomen utom rätten att genom testamente förordna om den eller ge bort en väsentlig del som gåva. Den som erhållit egendom med fri förfoganderätt kan alltså sälja, byta bort och leva på egendomen.
Fri förfoganderätt uppkommer exempelvis genom testamente där testator föreskriver att viss egendom ska tillfalla A och att den vid dennes bortgång ska tillfalla B.
Samma sak gäller när make vid den första makens bortgång ärvt denne på grund av bestämmelsen om makes arvsrätt i 3 kap 1 § ärvdabalken.
Den fria förfoganderätten framgår av 3 kap 2 § ärvdabalken.
Ett relevant rättsfall är NJA 1958 s 303 där Högsta domstolen fastslagit att den fria förfoganderätten avser ideell andel inte specifik egendom.

## Fotnoter
1. ↑  https://lagen.nu/1958:637#K3P1
2. ↑  https://lagen.nu/1958:637#K3P2
3. ↑  https://lagen.nu/dom/nja/1995s303